# Landtagswahlkreis Leverkusen
Der Landtagswahlkreis Leverkusen (Organisationsziffer 20) ist einer von derzeit 128 Wahlkreisen in Nordrhein-Westfalen, die jeweils einen mit der einfachen Mehrheit direkt gewählten Abgeordneten in den Landtag entsenden.
Zum Wahlkreis 20 Leverkusen gehört die kreisfreie Großstadt Leverkusen.

## Landtagswahl 2022
Die Landtagswahl in Nordrhein-Westfalen 2022 fand am Sonntag, dem 15. Mai 2022, statt.
| Gegenstand der Nachweisung | Gegenstand der Nachweisung | Erst- stimmen | Erst- stimmen | Zweit- stimmen | Zweit- stimmen |
| Bewerber                   | Partei                     | Anzahl        | %             | Anzahl         | %              |
| -------------------------- | -------------------------- | ------------- | ------------- | -------------- | -------------- |
| Wahlberechtigte            | Wahlberechtigte            | 113 428       | 100           | 113 428        | 100            |
| Wähler                     | Wähler                     | 58 761        | 51,8          | 58 761         | 51,8           |
| Ungültige Stimmen          | Ungültige Stimmen          | 519           | 0,9           | 487            | 0,8            |
| Gültige Stimmen            | Gültige Stimmen            | 58 242        | 100           | 58 274         | 100            |
| davon                      |                            |               |               |                |                |
| Rüdiger Scholz             | CDU                        | 19 700        | 33,8          | 19 639         | 33,7           |
| Ariane Koepke              | SPD                        | 18 491        | 31,7          | 16 060         | 27,6           |
| Petra Franke               | FDP                        | 3 231         | 5,5           | 3 632          | 6,2            |
| Andreas Keith-Volkmer      | AfD                        | 3 376         | 5,8           | 3 367          | 5,8            |
| Santharupiny David         | GRÜNE                      | 9 846         | 16,9          | 10 723         | 18,4           |
| Sönke Voigt                | DIE LINKE                  | 910           | 1,6           | 1 014          | 1,7            |
| Oliver Ding                | PIRATEN                    | 488           | 0,8           | 247            | 0,4            |
| Frauke Petzold             | Die PARTEI                 | 941           | 1,6           | 709            | 1,2            |
|                            | FREIE WÄHLER               | –             | –             | 345            | 0,6            |
|                            | BIG                        | –             | –             | 41             | 0,1            |
|                            | ÖDP                        | –             | –             | 70             | 0,1            |
|                            | Volksabstimmung            | –             | –             | 39             | 0,1            |
| Elvira Rohde               | MLPD                       | 71            | 0,1           | 50             | 0,1            |
|                            | DIE VIOLETTEN              | –             | –             | 22             | 0              |
|                            | Gesundheitsforschung       | –             | –             | 69             | 0,1            |
|                            | ZENTRUM                    | –             | –             | 41             | 0,1            |
|                            | DKP                        | –             | –             | 11             | 0              |
| Michael Kaus               | dieBasis                   | 735           | 1,3           | 610            | 1              |
|                            | DSP                        | –             | –             | 26             | 0              |
|                            | Die Urbane.                | –             | –             | 36             | 0,1            |
| Daniel Kudinow             | LIEBE                      | 224           | 0,4           | 110            | 0,2            |
|                            | FAMILIE                    | –             | –             | 117            | 0,2            |
|                            | neo                        | –             | –             | 20             | 0              |
|                            | Die Humanisten             | –             | –             | 64             | 0,1            |
|                            | PdF                        | –             | –             | 67             | 0,1            |
|                            | LfK                        | –             | –             | 72             | 0,1            |
|                            | Tierschutzpartei           | –             | –             | 560            | 1              |
|                            | Team Todenhöfer            | –             | –             | 122            | 0,2            |
|                            | Volt                       | –             | –             | 391            | 0,7            |
| Benedikt Rees              | Einzelbewerber             | 229           | 0,4           | –              | –              |

## Landtagswahl 2017
| Direktkandidat      | Partei         | Erststimmen in % | Zweitstimmen in % |
| ------------------- | -------------- | ---------------- | ----------------- |
| Eva Lux             | SPD            | 33,7             | 31,0              |
| Rüdiger Scholz      | CDU            | 36,0             | 31,4              |
| Dirk Udo Trapphagen | GRÜNE          | 5,2              | 6,1               |
| Uwe Bartels         | FDP            | 8,6              | 12,8              |
| Oliver Ding         | PIRATEN        | 1,4              | 1,1               |
| Lukas Schön         | LINKE          | 4,2              | 4,7               |
| Manuel Janz         | Die Partei     | 1,4              | 1,0               |
| Winfried Kranz      | AfD            | 7,1              | 8,3               |
| Dennis Wodzikowski  | Einzelbewerber | 2,2              | -                 |
| –                   | Übrige         | -                | 3,5               |

Neben dem neuen Wahlkreisabgeordneten Rüdiger Scholz, der das Direktmandat nach sieben Jahren von der SPD zurückgewinnen konnte, wurde dessen Vorgängerin Eva Lux, die dem Parlament seit 2010 angehört, über die Landesliste der SPD in den Landtag gewählt.

## Landtagswahl 2012
| Direktkandidat      | Partei     | Erststimmen in % | Zweitstimmen in % |
| ------------------- | ---------- | ---------------- | ----------------- |
| Eva Lux             | SPD        | 43,1             | 39,1              |
| Stefan Hebbel       | CDU        | 32,6             | 24,2              |
| Dirk Udo Trapphagen | GRÜNE      | 8,5              | 11,7              |
| Friedrich Busch     | FDP        | 4,3              | 9,0               |
| Hamide Akbayir      | LINKE      | 2,4              | 2,5               |
| Olaf Mende          | PIRATEN    | 8,1              | 7,9               |
| –                   | Pro NRW    | –                | 3,0               |
| Fabian Wieschollek  | Die Partei | 1,0              | 0,6               |
| –                   | NPD        | –                | 0,4               |
| –                   | Sonstige   | 0,1              | 1,7               |

## Landtagswahl 2010
| Direktkandidat      | Partei    | Erststimmen in % | Zweitstimmen in % |
| ------------------- | --------- | ---------------- | ----------------- |
| Eva Lux             | SPD       | 39,0             | 34,7              |
| Rüdiger Scholz      | CDU       | 36,7             | 32,3              |
| Dirk Udo Trapphagen | GRÜNE     | 10,9             | 12,2              |
| Ruth Tietz          | Die Linke | 5,3              | 5,3               |
| Timur Lutfullin     | FDP       | 4,8              | 6,8               |
| Markus Beisicht     | Pro NRW   | 3,3              | 3,8               |
| -                   | Sonstige  | -                | 3,3               |

## Ergebnis der Landtagswahl 2005
| Direktkandidat 2005      | Partei        | 2005 Stimmen in % | 2000 Stimmen in % |
| ------------------------ | ------------- | ----------------- | ----------------- |
| Ursula Monheim           | CDU           | 43,3              | 35,9              |
| Michael Schmidt          | SPD           | 38,8              | 44,8              |
| Oliver Marc Niederjohann | FDP           | 6,6               | 9,4               |
| Roswitha Arnold          | GRÜNE         | 6,2               | 6,5               |
| Dietmar Schaller         | WASG          | 1,9               | -,-               |
| Tobias Nass              | NPD           | 1,2               | -,-               |
| Kemal Bozay              | PDS           | 1,0               | 1,0               |
| Tilo Röber               | REP           | 0,6               | 1,1               |
| Franz Pohlmann           | ödp           | 0,4               | -,-               |
| –                        | UNABH. BÜRGER | -,-               | 1,1               |
| –                        | Sonstige      | -,-               | 0,3               |

## Geschichte
Der Wahlkreis Leverkusen wurde mit der Landtagswahl 1966 neu gebildet. Zuvor gehörte die bis 1955 zum Rhein-Wupper-Kreis gehörende Stadt zum Wahlkreis Unterer Rhein-Wupper-Kreis beziehungsweise Rhein-Wupper-Kreis-West – Leverkusen. Ab 1980 existierten in Leverkusen zwei Wahlkreise: Leverkusen I umfasste von 1980 bis 1995 den westlichen und südlichen Teil, Leverkusen II - Rheinisch-Bergischer Kreis I das Gebiet der ehemals selbstständigen Gemeinden Opladen und Bergisch Neukirchen sowie die Gemeinden Burscheid und Leichlingen (Rheinland) im Rheinisch-Bergischen Kreis. Zur Landtagswahl 2000 wurde das Gebiet verändert, Leverkusen I umfasste nunmehr die Stadtbezirke I und III, Leverkusen II - Rheinisch-Bergischer Kreis I den Stadtbezirk II. Beide Wahlkreise zusammen entsprachen dem ebenfalls aufgelösten Bundestagswahlkreis Leverkusen – Rheinisch-Bergischer Kreis II. Seit 2005 gibt es wieder nur einen Wahlkreis in Leverkusen.

## Wahlkreissieger
| Jahr | Wahlkreisname   | Direktmandat     | Partei |
| ---- | --------------- | ---------------- | ------ |
| 1966 | 50 Leverkusen   | Bruno Krupp      | SPD    |
| 1970 | 50 Leverkusen   | Bruno Krupp      | SPD    |
| 1975 | 50 Leverkusen   | Horst Henning    | SPD    |
| 1980 | 21 Leverkusen I | Horst Henning    | SPD    |
| 1985 | 21 Leverkusen I | Horst Henning    | SPD    |
| 1990 | 21 Leverkusen I | Horst Henning    | SPD    |
| 1995 | 21 Leverkusen I | Irmgard Mierbach | SPD    |
| 2000 | 23 Leverkusen I | Irmgard Mierbach | SPD    |
| 2005 | 20 Leverkusen   | Ursula Monheim   | CDU    |
| 2010 | 20 Leverkusen   | Josefa Lux       | SPD    |
| 2012 | 20 Leverkusen   | Josefa Lux       | SPD    |
| 2017 | 20 Leverkusen   | Rüdiger Scholz   | CDU    |